# Miribel (Drôme)
Miribel korábbi község (település) Franciaországban, Drôme megyében. 2019. január 1-jén Montrigaud és Saint-Bonnet-de-Valclérieux községgel egyesült és Valherbasse új község része lett. 
Lakosainak száma 297 fő (2018. január 1.). Miribel Crépol, Montrigaud, Saint-Bonnet-de-Valclérieux, Saint-Christophe-et-le-Laris és Saint-Laurent-d’Onay községekkel határos.

## Népesség
A település népességének változása:
| Lakosok száma | 213  | 216  | 202  | 200  | 238  | 274  | 293  | 305  | 295  | 297  |
|               | 1968 | 1975 | 1982 | 1999 | 2006 | 2011 | 2013 | 2016 | 2017 | 2018 |